# Radboudumc
Het Radboudumc (voluit: Radboud universitair medisch centrum) is een academisch ziekenhuis gevestigd in Nijmegen. Het ziekenhuis is gelieerd aan de Radboud Universiteit. Het Radboudumc is een van de zeven universitair medische centra (UMC's) in Nederland en aangesloten bij de Nederlandse Federatie van Universitair Medische Centra (NFU).
Het Radboudumc heeft ongeveer 1100 bedden en rond de 13.000 medewerkers. Ruim drieduizend studenten worden in het Radboudumc opgeleid binnen de studies Verpleegkunde, Geneeskunde, Biomedische Wetenschappen, Tandheelkunde, Molecular Mechanisms of Disease en Kwaliteit en Veiligheid in de Patiëntenzorg.

## Historie en naamgeving
De geschiedenis van het Radboudumc gaat terug tot 1905. Toen ontstond de Radboud Stichting, die zich sterk maakte voor de oprichting van een katholieke universiteit in Nederland. Dat gebeurde in 1923. De Katholieke Universiteit Nijmegen startte met drie faculteiten: godgeleerdheid, letteren en rechten. De medische faculteit kwam daar in 1951 bij. Vijf jaar later opende de Radboud Stichting het academisch ziekenhuis in Nijmegen: het Sint Radboud Ziekenhuis. Hier volgden de studenten van de medische faculteit praktijkonderwijs.
In 1999 veranderde het ziekenhuis in een geheel nieuwe organisatie: het Universitair Medisch Centrum St Radboud, kortweg het UMC St Radboud. Ook de universiteit koos een nieuwe naam: Radboud Universiteit Nijmegen. In 2013 veranderde het UMC St Radboud de naam in Radboudumc, of voluit: Radboud universitair medisch centrum. De officiële Engelstalige naam luidt Radboud university medical center.

## Organisatie
De zorg binnen het Radboudumc is georganiseerd in ruim 50 zorgafdelingen en verschillende door het ministerie van Volksgezondheid, Welzijn en Sport erkende expertisecentra. Het Radboudumc Amalia kinderziekenhuis irg. Het Radboudumc is ook betrokken bij onder andere het mobiel medisch team dat gestationeerd is op luchtmachtbasis Volkel. De Radboudumc Health Academy organiseert het onderwijs en de opleidingen in het Radboudumc. Het wetenschappelijk onderzoek is georganiseerd vanuit het Radboudumc Institute for Medical Innovation.  
Er is ook een eigen raad van bestuur, deze staat onder toezicht van het bestuur van de Stichting Radboud universitair medisch centrum. Het Amalia kinderziekenhuis heeft daarnaast sinds 2013 een eigen KinderAdviesRaad, als eerste (kinder)ziekenhuis van Nederland.